# Балашов (аэродром)
Балашов — военный аэродром вблизи города Балашов Саратовской области.
Учебный аэродром Балашовского лётного училища (училище существует с 1930, в 2002 реорганизовано в 785-й Балашовский учебный авиационный центр (785 УАЦ) — 4 авиационный факультет Краснодарского военного авиационного института). На аэродроме базируются самолёты Ан-26, Diamond DA42T (606-й учебный авиационный полк - УАП) и  небольшое количество вертолётов.
В советский период лётная подготовка курсантов училища велась в пяти учебных авиационных полках: в Балашове на транспортных самолётах Ан-26 (606-й УАП, существует поныне),  в Ртищево (666-й УАП, существует поныне) и Петровске  (478-й УАП, расформирован) на пассажирских самолётах Л-410, в Ряжске и Мичуринске (644-й УАП, существует поныне) на учебных истребителях Л-39.
В окрестностях аэродрома находится посадочная площадка «Балашов» (индекс УВСВ) для производства авиационных работ на гражданских самолётах Ан-2 и вертолётах. В 1980-х годах сюда выполнялись рейсы местных воздушных линий на самолётах Л-410 из Саратова; они были прекращены в 1992 году.

## Происшествия
Утром 30 мая 2017 года самолёт Ан-26 с экипажем 6-го авиационного факультета ВУНЦ ВВС «ВВА» (в составе пяти членов экипажа и 1 курсанта) выполнял учебно-тренировочный полёт по кругу. При заходе на посадку на аэродром Балашов самолёт потерпел катастрофу, столкнувшись с поверхностью земли в 150 метрах от порога взлётно-посадочной полосы.  В процессе движения по земле самолёт разрушился, воспламенился и частично сгорел.
Члены экипажа получили травмы различной степени тяжести, курсант погиб. Воздушное судно утрачено. Первичная версия катастрофы - отказ двигателя. 
По результатам расследования установлено, что в процессе предпосадочного маневрирования лётчик-инструктор определил несоответствие режима полёта установленным параметрам и переместил РУД двигателей на упор полётного малого газа. При этом, в результате отказа в цепи блокировки флюгирования, произошёл останов правого двигателя.
Экипаж, ошибочно определив отказавший двигатель, ввёл в действие систему флюгирования левого двигателя, что привело к отключению исправного двигателя. В результате ошибочных действий командира экипажа при выполнении предпосадочного манёвра самолёт вышел на режим сваливания и столкнулся с земной поверхностью.